# Tadeusz Wawrzynowicz
Tadeusz Wawrzynowicz (ur. 15 lipca 1905 w Częstochowie, zm. 19 stycznia 1985 tamże) – skrzypek, pedagog, działacz muzyczny. Syn kompozytora Ludwika Wawrzynowicza.
Ukończył Szkołę Handlową oraz Prywatną Szkołę Muzyczną Ludwika Wawrzynowicza w Częstochowie. Studia muzyczne w zakresie gry skrzypcowej odbywał w Warszawie, następnie w Wiedniu u Carla Flescha i w Poznaniu u Zdzisława Jahnkego. 
Od 1928 pracował w Częstochowie. W latach 1928–1945 prowadził klasę skrzypiec w szkole muzycznej Ludwika Wawrzynowicza. W tym okresie pracował także w Seminarium Nauczycielskim i Gimnazjum, w charakterze nauczyciela śpiewu i muzyki. Był także dyrygentem chóru jasnogórskiego. W okresie drugiej wojny światowej (1939–1945) prowadził w Częstochowie konspiracyjną naukę muzyki. 
W 1945 roku, wraz z Edwardem Mąkoszą, Romanem Kuklewiczem i Stanisławem Jarzębskim, zorganizował w Częstochowie Instytut Muzyczny Kolegium Nauczycieli Muzyki, który następnie przekształcił się w Państwową Niższą Szkołę Muzyczną i Państwową Średnią Szkołę Muzyczną (później Państwowa Szkoła Muzyczna I i II stopnia). 
W latach 1945–1971 Tadeusz Wawrzynowicz był dyrektorem tej placówki. Zabiegał o stałe podnoszenie poziomu nauczania, zwiększanie liczebności uczniów, zatrudnianie wykwalifikowanej kadry nauczycielskiej oraz o poprawę warunków lokalowych szkoły. W wyniku jego starań szkoła muzyczna uzyskała lokal przy ul. Jasnogórskiej 33/35, a w późniejszym okresie przy ul. Jasnogórskiej 30. W 1946 roku doprowadził do przyłączenia do szkoły Prywatnej Szkoły Muzycznej swojego ojca, Ludwika Wawrzynowicza, dzięki czemu szkoła wzbogaciła się o nowe instrumentarium. W 1952 roku szkoła stała się placówką państwową. 
W Państwowej Szkole Muzycznej I i II st. Tadeusz Wawrzynowicz prowadził klasę skrzypiec. Do jego absolwentów należą m.in.: Tadeusz Bryła, Krzysztof Furmańczyk, Ewa Hiller, Alfred Norberciak, Adam Stępniewski, Jadwiga Stolarczyk, Czesław Suszczyk, Szymon Szołtys. Prowadził także szkolne zespoły kameralne. W klasie skrzypiec uczył jeszcze po przejściu na emeryturę w 1971 roku, pracując w PSM w niepełnym wymiarze czasu pracy do 1982 roku.
Obok działalności pedagogicznej i koncertowej zajmował się działalnością organizacyjną i społeczną. Był współorganizatorem orkiestry symfonicznej w Częstochowie; założycielem ogniska muzycznego w Gnaszynie oraz Ogniska Muzycznego i Przedszkola Muzycznego w Częstochowie oraz pierwszym prezesem częstochowskiego koła Stowarzyszenia Polskich Artystów Muzyków. Z jego  inicjatywy zorganizowano w Częstochowie cykl koncertów chopinowskich, których celem było wsparcie finansowe Funduszu Stypendialnego im. F. Chopina.
Za działalność pedagogiczną i organizacyjną otrzymał szereg nagród i odznaczeń, m.in.:
- Krzyż Kawalerski Orderu Odrodzenia Polski (1954)
- Medal 10-lecia Polski Ludowej (1955)
- Dyplom uznania od Władz Miasta Częstochowy za twórczy wkład dla rozwoju szkoły muzycznej (1955)
- Nagroda Miasta Częstochowy w dziedzinie muzyki (1958)
- Medal z okazji 25 rocznicy Wyzwolenia Częstochowy (1973)